# Autódromo Internacional Virgílio Távora
O Autódromo Internacional Virgílio Távora é um autódromo localizado no município do Eusébio, na Região Metropolitana de Fortaleza. Inaugurado em 12 de janeiro de 1969, possui 3 km de extensão e 7 curvas. É o local onde se realizam as provas e competições de automobilismo, motociclismo e ciclismo no estado do Ceará. Seu nome é homenagem a Virgílio Távora, ex-governador, senador e ministro.
Ao longo dos anos, passou por diversas reformas. No começo de 2006, foi feita a última grande delas, com mudança de todo asfalto e melhoria da estrutura do autódromo para a realização da 2ª etapa do campeonato brasileiro de 2006 da Fórmula Truck. Atualmente, é administrado por José Haroldo Scipião Borges, presidente da Federação Cearense de Automobilismo. O autódromo também é palco de apresentações automobilísticas de manobras com carros, motos e caminhões, além de mostras e lançamentos de carros e veículos.[carece de fontes?]

## Histórico

O traçado original de 1969, além de mais simples, tinha a largada no sentido horário.

Traçado modificado em 1997.

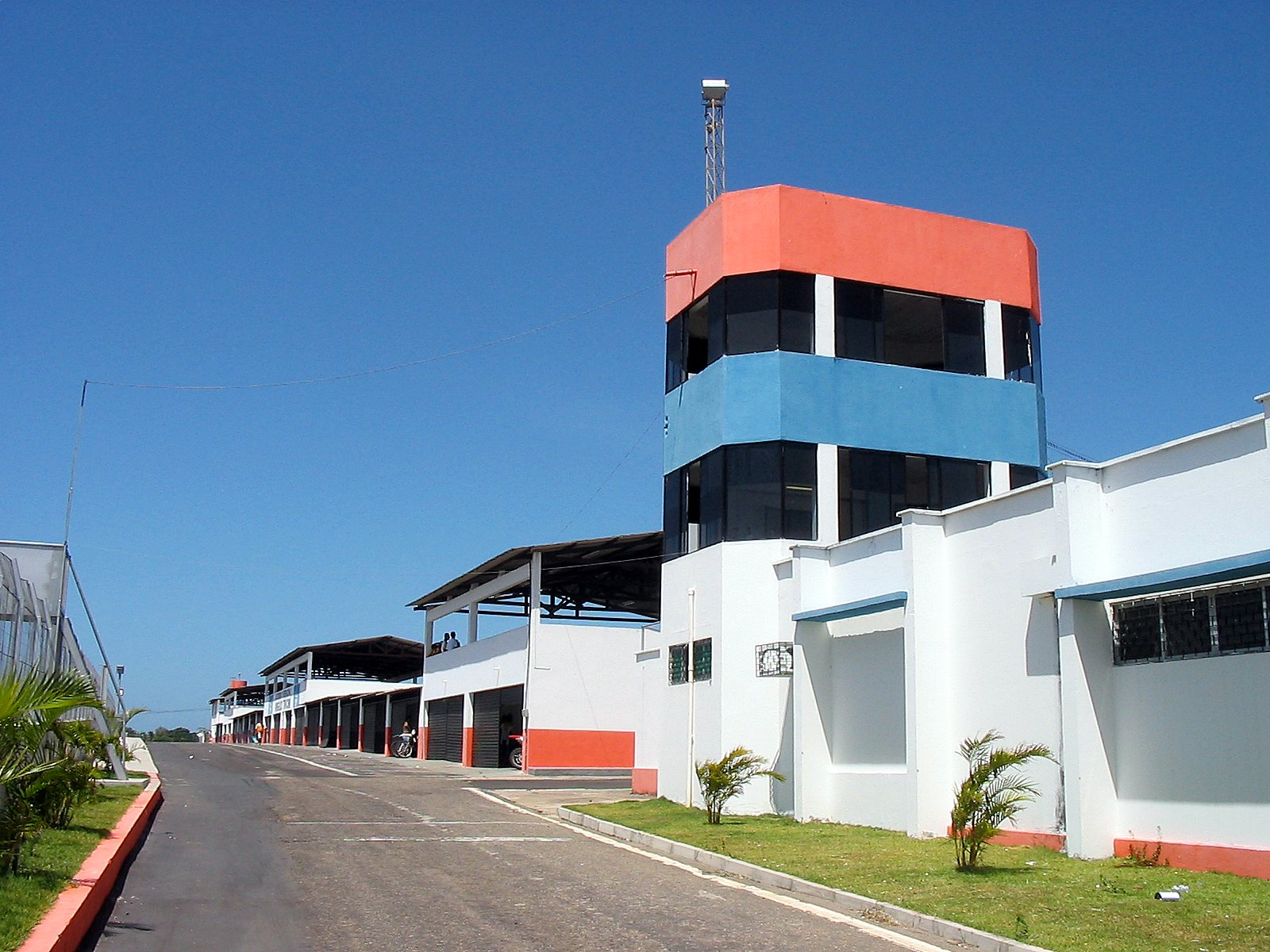
Torre de controle, paddock e boxes

O Autódromo Internacional Virgílio Távora foi o primeiro a ser construído no Nordeste. Inaugurado em 12 de janeiro de 1969, com o Grande Prêmio Ministro Mário Andreazza, prova de 65 voltas, teve como vencedor o piloto da Bahia Luís Pereira dos Santos, o "Lulu Geladeira", pilotando um Puma Espartano. Nesta prova, 16 carros largaram e a média de velocidade de "Lulu" foi de 97,5 km/h. Em 19 de outubro de 1969 aconteceu o GP do Ceará, com a participação de 22 carros e a vitória de Marivaldo Fernandes e Luis Fernando Terra Smith pilotando um Alfa GTA. Nesta época, a pista tinha um traçado simples com apenas 5 curvas e 2500 metros. A largada era no sentido horário. No ano de 1970 foi realizada a primeira prova internacional do circuito, uma etapa da Fórmula Ford com vitória de Emerson Fittipaldi. A prova de Fortaleza foi, durante muitos anos, a única prova internacional realizada no autódromo. Após este momento, as provas mais importantes realizadas foram uma etapa de Divisão 3 em 1974 e uma corrida no ano inaugural da Stock Car em 1979.[carece de fontes?]

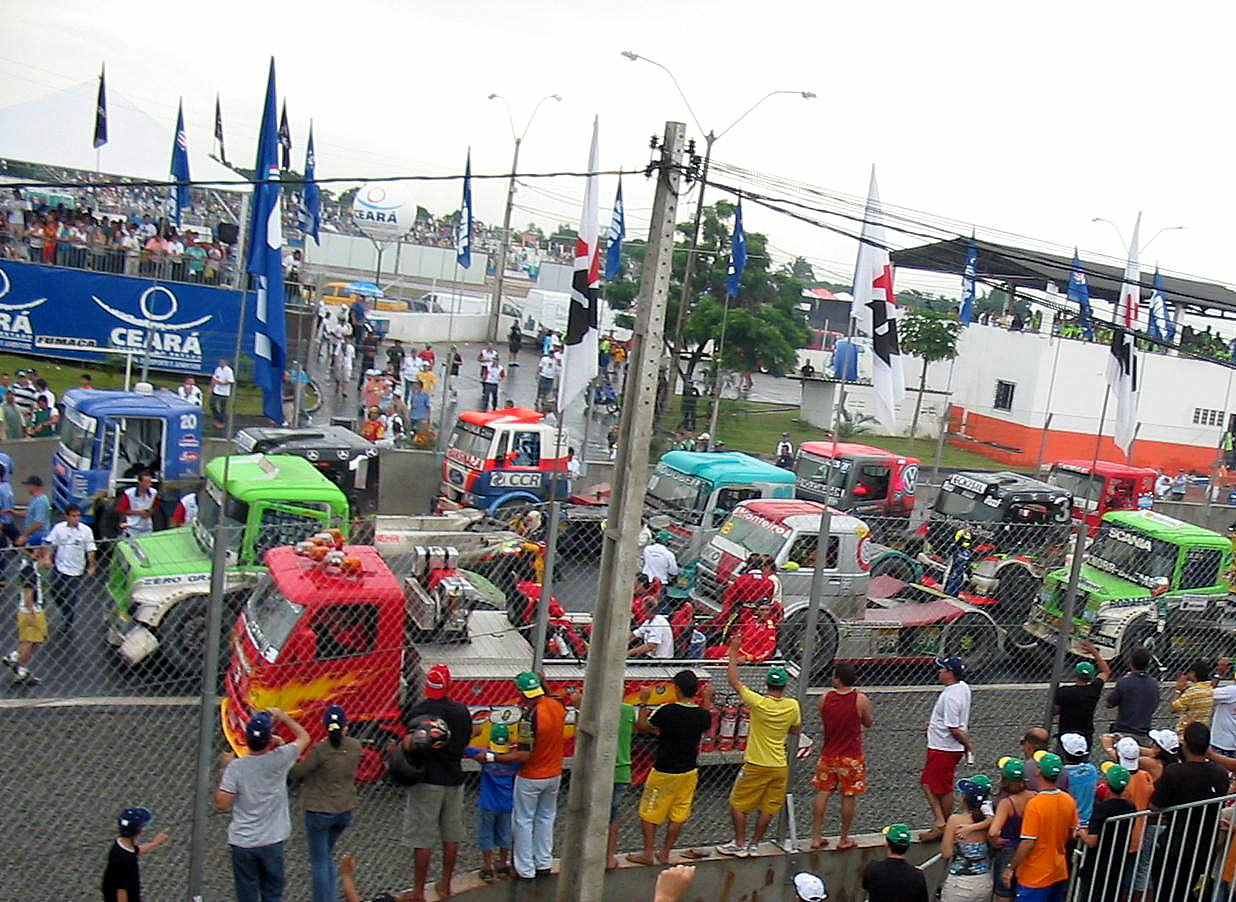
Caminhões da F-Truck no final da corrida de 2006.

No início dos anos 1990, as provas já eram disputadas no sentido anti-horário, usando o traçado antigo. Na reforma de 1997 o traçado do autódromo foi modificado ficando mais longo. A reforma foi garantida por convênio de cooperação técnica assinado entre a Secretaria do Turismo do Estado do Ceará, a Petrobras e a Federação Cearense de Automobilismo. A reabertura aconteceu em 30 de novembro de 1997 com a realização da prova Seis Horas do Ceará. Com 237 voltas, a dupla Nelson Piquet - Ruyter Pacheco, do Distrito Federal, com um BMW, venceu a competição. Em 2000 passou por algumas reformas pequenas para sediar uma etapa da Fórmula 3. As provas sucederam-se até 2002.[carece de fontes?]

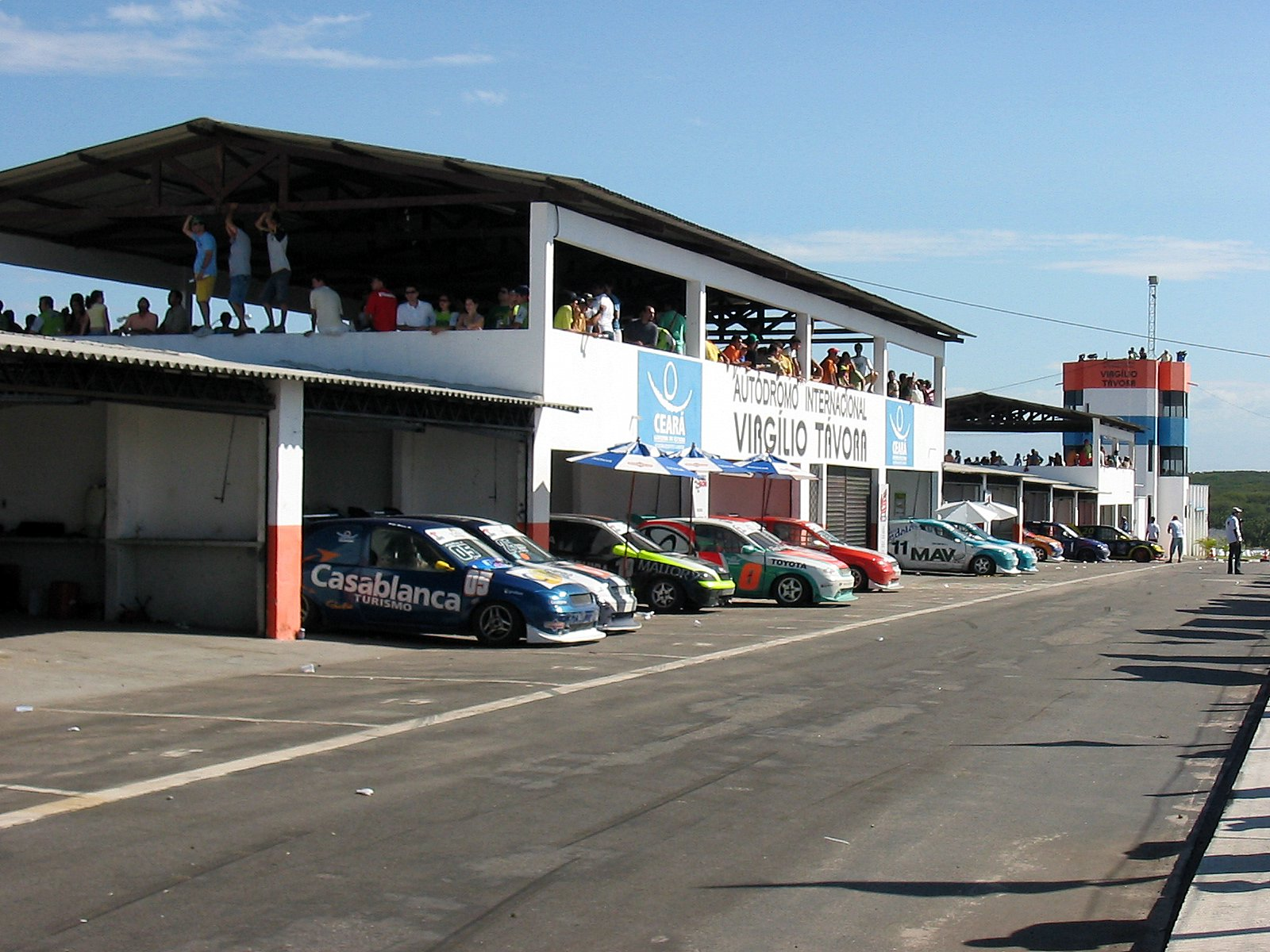
Carros da Super Turismo

Em abril de 2006 foi realizada a primeira corrida da Fórmula Truck no autódromo. As modificações feitas na reforma alargaram algumas partes da pista e duas alterações no traçado para possibilitar uma corrida mais emocionante e segura. Neste evento foi reunido o maior público já presente numa prova de automobilismo no Ceará com mais de 53 mil pessoas. A reforma ampliou as saídas das curvas e as áreas de escape como o aumento das arquibancadas e melhorias na área dos boxes. A pista atual possibilita 3 traçados diferentes. A categoria usou o traçado mais curto, de 1.780 metros e correu no sentido horário. O vencedor de ponta a ponta foi Pedro Muffato após 36 voltas.
No ano de 2007 estrearam duas novas categorias de automobilismo a CTM2000, e a Fórmula V1.8. A CTM2000 é uma categoria que realiza suas provas em conjunto com a Turismo multi marcas e a Fórmula V1.8 corre junto a categoria Super Turismo. Em 2008 foi confirmada pela organização dos campeonatos o retorno de provas de duas categorias nacionais: Pick-up Racing e Fórmula 3 Sul-Americana.[carece de fontes?] Em 2010 houve um acidente fatal, qual matou o piloto Daniel Maia.
Provas e Competições
- Grande Prêmio Ministro Mário Andreazza
- 6 horas do Ceará
- 3 Horas do Ceará
- Arrancada
- CTM2000
- Endurance
- Fórmula 3
- Fórmula Ford
- Fórmula Truck
- Fórmula V1.8
- Motovelocidade
- Pick-up racing
- Stock Car
- Super Turismo
- Turismo
- Copa Sol (125cc, 250/300cc, 600cc e 1000cc)

## Especificações do Circuito[7]
- Extensão da pista: 3.000 metros;
- Velocidade média: 160 kms;
- Número de curvas: 7 (sete);

Últimas alterações na pista possibilitam maior segurança e duas possibilidades de traçado.

- Nomes das curvas: Desespero, Fernando Ary, Grampo, Mr. Bean, Sol, Restaurante, Buriti e Dirce;
- Quantidade de boxes: 32;
- Quantidade de paddocks: 4 (quatro) com capacidade para 800 pessoas;
- Torre de cronometragem com três andares;
- Secretaria de prova;
- Sala de imprensa;
- Sala de direção de prova;
- Sala de comissários;
- Pódio;
- Arquibancada interna para 1.500 pessoas;
- Arquibancada externa para 4.000 pessoas;
- Restaurante;
- Posto para abastecimento;
- Parque fechado para vistoria;
- Estacionamento interno para 60 carros;
- Dois estacionamentos externos para 150 carros.

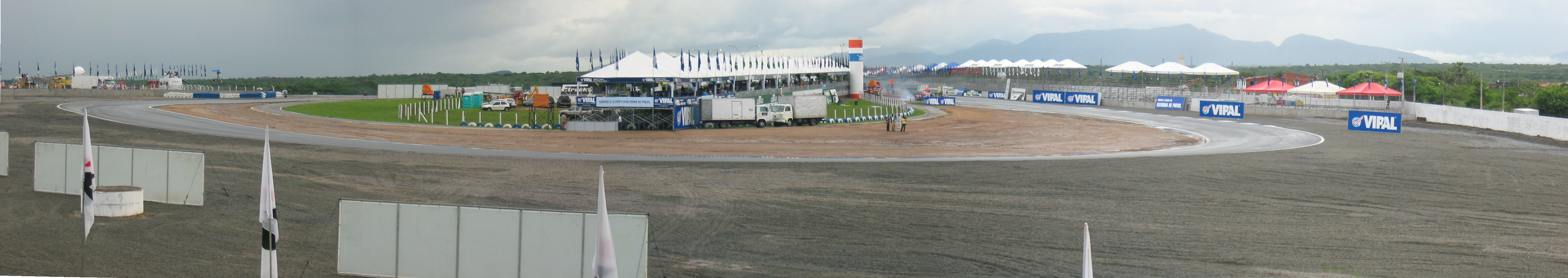
Foto montagem panorâmica da curva da entrada da reta dos boxes do Autódromo Internacional Virgílio Távora.